# 轉生成女性向遊戲只有毀滅END的壞人大小姐
《轉生成女性向遊戲只有毀滅END的壞人大小姐》（簡稱「破滅Flag」）是山口悟的網路小說，本篇在成為小說家吧上連載，後集結成冊，並陸續改編為漫畫、動畫。截止至2021年7月，系列作品的發行量已超過500萬本。
本篇於2014年7月6日至2015年3月23日於成為小說家吧連載，後由一迅社發行，並繼續出版文庫版的後續故事。

## 故事簡介
“卡塔莉娜·庫萊耶思”是公爵家的獨生女，自幼嬌生慣養。在她八歲時，一次摔跤跌破額頭之時，想起了自己前世是個因意外得年十七歲的普通高中生，更發現目前所在的世界，是她前世玩過的女性向戀愛遊戲《FORTUNE LOVER》的世界。在原遊戲中，卡塔莉娜身為大反派，由於處處刁難平民主人公——瑪麗亞·坎貝爾，最終結局不是流放國外就是死亡。發願今生要安享天年的卡塔莉娜決定改寫命運，拔除破滅旗幟，而性格迥異於原本的她，讓劇情發展導向至完全不同的境地。

## 登場角色

### 主要角色
卡塔莉娜·庫萊耶思（Catarina Claes，聲：內田真禮）
原遊戲中的大反派，吉奧多線及基斯線的情敵。庫萊耶思公爵的獨生女，吉奧多的未婚妻，基斯的義姐，魔力屬性：土／暗（目前尚未交代其未經犧牲他人性命之過程，而逕自獲得暗之魔力的原因）。6月24日生日。
平時在家中憑恃寵溺，為人傲慢暴躁、任性嬌縱、蠻橫自私，嫉妒心及支配心極強，視周遭的人為利用工具。原遊戲中不但以婚約控制吉奧多，且總以欺負基斯和瑪麗亞等人為樂，在吉奧多線及基斯線的壞結局中甚至企圖奪取瑪麗亞的性命，而遭攻略對象殺害身亡。
八歲時到王宮做客，因纏著吉奧多王子而在花園摔跤跌破額頭，此後想起了前世身為普通高中生的記憶，性格也恢復成前世開朗親切的模樣，喜歡甜食、看言情小說，擅長爬樹，前世綽號為「野猴子」。
發現自己身處「FORTUNE LOVER」般背景的世界後，擔心自己如遊戲中的反派大小姐一樣下場，開始計畫如何避免死亡、萬一被流放如何謀生，但天真的個性其實已引起眾人好感，成為身邊男女拱衛的對象，不過遲鈍的她對此毫無自覺。
天生具備受猴子歡迎卻被狗討厭的體質（前世去動物園時莫名奇妙地受到園內的猴子歡迎，而狗則會追着自己狂吠），想養狗卻受該體質的影響而未能如願，直到收服暗系使魔波奇後才如願以償。
在想下一步該往那走時，在腦中構想「卡塔莉娜腦內會議」的思考模擬，議內有五人份的卡塔莉娜（議長的我、強悍的我、軟弱的我、樂觀的我、認真的我）互相討論、作出結論。
似乎是因為自幼栽種農作的緣故，體力較其他角色強。
原本為了嚇吉奧多不斷制作的玩具蛇，結果成為了領內最暢銷的商品之一。
畢業後，進入了魔法省，被分配到不受待見的魔法道具研究室。
波奇（聲：內田真禮）
卡塔莉娜的暗屬性使魔，外表是一頭黑色的小犬，可以自由巨大化和縮小。原本是莎拉創造的使魔，後被卡塔莉娜奪取。十分親近卡塔莉娜，平時住在卡塔莉娜的影子內。
吉奧多·史提亞德（Geordo Stuart，聲：蒼井翔太、瀨戶麻沙美〔幼年〕）
原遊戲中的戀愛攻略角色之一。索爾西埃王國第三王子，卡塔莉娜的未婚夫，亞蘭的孿生胞兄，魔力屬性：火。8月20日生日。
表面上英俊又謙和有禮，實則腹黑總攻。在原遊戲中設定是「性格扭曲，因為做什麼事都得心應手，所以對一切都很漠然」的角色，故事裡因為轉生後的卡塔莉娜種種出人意表的行動，為其吸引。弱點是十分怕蛇。
在卡塔莉娜因為暗魔法而昏迷不醒的第二天，為了讓她喝水而用嘴對嘴的方式餵她喝水，因此奪走了卡塔莉娜的初吻。綁架事件發生的三天後，調查了與該事件相關的一封文件，查出魔法學院中藏有暗魔力的持有者，並推斷該持有者為事件的犯人。後期真心愛上卡塔莉娜，常利用一些小動作向其調情或吃豆腐，但都被基斯等人察覺並禁止其偷跑，與基斯為明顯的情敵關係，兩人時常鬥嘴。
基斯·庫萊耶思（Keith Claes，聲：柿原徹也、雨宮天〔幼年〕）
原遊戲中的戀愛攻略角色之一。庫萊耶思家義子，卡塔莉娜的義弟。魔力屬性：土。12月28日生日。
原是庫萊耶思家族的旁系之子，由於生母為娼妓而飽受欺凌，爾後魔力被激發誤傷兄弟，被得知此事的庫萊耶思公爵收養。
原遊戲設定會因為卡塔莉娜與米莉迪安娜(卡塔莉娜的母親)的敵視而成為輕浮浪子，但故事中因變得和諧的庫萊耶思家（尤其是卡塔莉娜）的關懷，成了善待女性的紳士，但吸引眾多女性的體質依舊不變，使卡塔莉娜更加擔心。
由於義姊卡塔莉娜的關懷變成不折不扣的姊控。後期真心愛上卡塔莉娜；已經超過了姊弟間的情感，甚至成立了擁護卡塔莉娜的護衛隊。與吉奧多為明顯的情敵關係，兩人時常鬥嘴。
已經跟卡塔莉娜告白過。
亞蘭·史提亞德（Alan Stuart，聲：鈴木達央／伊藤雄貴〔遊戲版特典廣播劇CD〕、田村睦心〔幼年〕）
原遊戲中的戀愛攻略角色之一。索爾西埃王國第四王子，瑪莉的未婚夫，吉奧多的孿生胞弟，魔力屬性：水。8月20日生日。
從小總是被他人拿來與完美的吉奧多比較，導致個性有些彆扭，爾後因為卡塔莉娜的影響，逐漸對吉奧多釋懷。擅長演奏鋼琴，有許多樂迷。
後期真心愛上卡塔莉娜，遲鈍屬性，初期還未意識自己對卡塔莉娜的情感直至綁架事件卡塔莉娜昏迷才察覺本心，但沒有向對方順利傳達自己的感情。
尼可·阿斯喀特（Nicol Ascart，聲：松岡禎丞、M·A·O 〔幼年〕）
原遊戲中的戀愛攻略角色之一。索爾西埃王國宰相之子，蘇菲雅的哥哥，魔力屬性：風。5月7日生日。
沉默寡言的美形男，笑容堪比傾城之貌，無論男女都會受其魅惑，宛如卡塔莉娜曾讀過的小說主角的設定，因而被卡塔莉娜冠上外號「魔性伯爵」。相當愛護胞妹蘇菲雅，比卡塔莉娜及其他友人年長一歲。認為率直稱讚自己家人的卡塔莉娜，是世間難得能理解自己的人。
後期真心愛上卡塔莉娜，是唯一一位能順利送項鍊給卡塔莉娜的男性(因為項鍊上沒有任何寶石或裝飾品，帶著的話方便務農)，不過因個性上的沉穩而沒讓對方察覺自己的心意，學院祭篇時曾與卡塔莉娜演習愛情劇的對手戲，但因卡塔莉娜將台詞搞錯而不自覺促使他向其告白，但對方依舊狀況外。
瑪莉·杭特（Mary Hunt，聲：岡咲美保）
原遊戲中亞蘭線的情敵。侯爵千金，第四王子亞蘭的未婚妻，魔力屬性：水。11月4日生日。
身為情婦之女從小內向畏縮，擅長園藝，和卡塔莉娜成為朋友後，立志做個與公爵千金比肩的出色淑女，在社交圈裡被稱為貴族千金中的千金。
喜歡卡塔莉娜，但似乎已經超越友情的定義，曾認真計畫想帶卡塔莉娜私奔，甚至數度干擾未婚夫亞蘭對卡塔莉娜的情感意識。
蘇菲雅·阿斯喀特（Sophia Ascart，聲：水瀨祈）
原遊戲中尼可線的情敵。索爾西埃王國宰相之女，尼可的妹妹，魔力屬性：風。2月26日生日。
有可能為白化症患者，天生有罕見的雪白頭髮及紅瞳，常被人嘲笑，甚至抹黑為受詛之女，因此深居簡出。受到卡塔莉娜的鼓勵而變得開朗自信。
喜歡卡塔莉娜，為了永遠陪在卡塔莉娜身邊，因此經常撮合卡塔莉娜與兄長尼可。與卡塔莉娜前世的友人佐佐木敦子有關聯。
佐佐木敦子（聲：水瀨祈）
蘇菲雅的前世，與前世的卡塔莉娜是好友。被卡塔莉娜的前世稱之為「小敦」。與蘇菲雅共用一個身體，而蘇菲雅卻不知道其存在。曾在持有的書本中夾了記載有關「FORTUNE LOVER」系列情報的紙。
瑪麗亞·坎貝爾（Maria Campbell，聲：早見沙織）
原遊戲中的主人公。魔力屬性：光。9月10日生日。
秀外慧中的善良少女。平民出身卻有特殊屬性的光魔力，遭到周遭謠傳是某貴族的私生女和她的母親（聲優：久川綾）對某貴族的不忠，生活也因此起了不愉快的風波，但依然樂觀進取。
原遊戲中由於極受吉奧多和基斯喜愛，而飽受卡塔莉娜的霸凌；在本作則因其出身背景，同樣屢遭其他貴族同學的霸凌，惟卡塔莉娜數次對其拔刀相助，成為其最為仰慕的對象，彼此關係更進一步發展為摯友。
時常為了卡塔莉娜全心全意地烘烤點心，並做了不少大膽的舉動，但對方卻不知道她的心意。
畢業後，進入了魔法省，被分配到魔力、魔法研究室。
席里烏斯·迪克（Sirius Dieke，聲：增田俊樹、日笠陽子〔幼年〕）
原遊戲中四名可攻略角色全部通關後，得以作為可攻略人物之隱藏角色登場。迪克侯爵家的獨生子，亦是學生會會長。
魔力屬性：風／暗，因與被迪克侯爵夫人殺害的暗之魔力持有者產生復仇的共鳴從而獲得暗之魔力。1月21日生日。
能力可自由操縱他人的內心。雖然可以消除記憶，或是暫時奪取意識，卻不能無中生有；能擴大對象內心的負面情緒，卻不能捏造感情，因此對於情緒正面的人無效，且暗魔法對擁有光魔力體質的人無效。
擁有鮮紅色頭髮與灰色眼眸，本名為拉斐爾·沃爾特（Raphael Wolt），是迪克侯爵與女僕之間的私生子，母子倆的存在引來侯爵夫人的嫉妒。
拉斐爾九歲時，侯爵夫人因自己的兒子席里烏斯罹患不治之症，便將拉斐爾的生母作為祭品殺害以取得暗之魔力，並藉由暗之魔力將席里烏斯的靈魂轉移至拉斐爾的軀體中；不過由於過程失敗，實際上只有席里烏斯的記憶和知識被轉移過去。
被侯爵夫人收養後，其身份改成了席里烏斯。本身是作為一名復仇者而活，為了替生母復仇而當上學生會長，因為尼可的關係而得知了卡塔莉娜的存在，見了本人之後更加疑惑，且一度動搖他的內心，促使他想除掉卡塔莉娜，認為她是向寂寞的人們噓寒問暖，自以為在救人的偽善者。某次精心陷害卡塔莉娜未果，反被瑪麗亞查覺，因此綁架瑪麗亞造成騷動，又對卡塔莉娜使用魔法企圖讓她昏睡不醒。
後期真心愛上卡塔莉娜，綁架事件結束後，他向政府自首，因他的證詞而使政府逮捕了迪克侯爵夫人，後來因吉奧多等人所提供的證詞而使他能赦免罪狀，順利回到學院，目前在魔法省的魔法道具研究室擔任副室長。

### 索爾西埃王國

#### 王族
歐文·史提亞德
索爾西埃王國現任國王，傑弗利、伊昂、吉奧多與亞蘭的父親。
傑弗利·史提亞德（Jeffrey Stuart，聲：子安武人、齋賀光希〔幼年〕）
索爾西埃王國第一王子，蘇珊娜的未婚夫。伊昂、吉奧多與亞蘭的長兄。銀髮碧眼的美男子。其實是一名深愛所有弟弟的大變態。對王位毫無興趣。
與未婚妻蘇珊娜互相知道對方的秘密。
伊昂·史提亞德（Ian Stuart，聲：白井悠介、加藤英美里〔幼年〕）
索爾西埃王國第二王子，傑弗利的二弟，也是吉奧多與亞蘭的二兄。金髮碧眼的美男子。因為覺得賽麗娜太可愛，加上兩人暫時只是對方的婚約者，並未正式結為夫婦，擔心自己會因為無法忍耐而做出太超過的行為，所以選擇盡量不和賽麗娜表面。其後因為令賽麗娜胡思亂想而向她道歉，並說出「我伊昂·史提亞德，深愛著賽麗娜·柏格」，令賽麗娜喜極而泣。

#### 庫萊耶思家
米莉迪安娜·庫萊耶思（Millidiana Claes，聲：平松晶子）
卡塔莉娜的生母、基斯的義母。阿迪斯公爵的次女，誤會庫萊耶思公爵看在自己父親份上才答應結婚，因而態度相當冷淡，並且以為養子基斯是丈夫的私生子。在卡塔莉娜出現種種脫序行徑後，決定離婚帶女兒回娘家，與丈夫攤牌發現雙方互相誤解，之後成了恩愛的夫妻，疼愛義子基斯。對卡塔莉娜缺乏貴族修養的舉止感到頭痛不已，所以只要卡塔莉娜一旦這些舉止出現，就會對卡塔莉娜進行嚴厲的教訓。被丈夫評價為「不但外表，甚至內在有許多地方與卡塔莉娜相似」。
路易·庫萊耶思（Luigi Claes，聲：橫山拓人）
公爵，卡塔莉娜的生父、基斯的義父。愛女成癡的笨家長。對米莉迪安娜一見鍾情而提出結婚的要求，一度誤以為對方的冷淡是因被迫成親而不滿，與妻子攤牌發現雙方互相誤解，之後成了恩愛的夫妻。非常明事理的一位貴族，從卡塔莉娜口中得知安被逼迫結婚的事情後，以公爵的身分將該事件擺平，受到安的感激。
安·薛利（Anne Shelley，聲：和氣杏未）
卡塔莉娜的女僕。10月14日生日。出身於邊境鄉下的男爵家，十六歲到庫萊耶思家工作，曾差點被家人逼迫與不喜歡的對象結婚，得到年幼的卡塔莉娜聲援而拒絕婚事。卡塔莉娜還是年幼時期就開始負責照顧卡塔莉娜的貼身女僕，與卡塔莉娜的相處下，受到卡塔莉娜的善待以及溫柔而產生主僕之外的感情，因地位相差太大而不敢向卡塔莉娜告白，但發誓願意終生守護在卡塔莉娜的身邊。唯一察覺瑪莉制定私奔計畫的人。
湯姆·威茲利（Tom Wisley，聲：前田雄）
庫萊耶思家的園藝師，過去由於不懂得觀言察色而只能做臨時工，直至被上任的庫萊耶思公爵（卡塔莉娜和基斯的祖父）招攬成為庫萊耶思公爵家的專屬園藝師為止，更被上任的庫萊耶思公爵稱作「朋友」。自卡塔莉娜改變之後受到其善待以及溫柔的照顧，因此慣著卡塔莉娜，甚至不惜違背安的安排為卡塔莉娜偷偷送去務農工具。同時也是卡塔莉娜制作玩具蛇的助手。
喬安娜（Joana，聲：佐藤美夢）
庫萊耶思家的女僕長，出身於商人家庭，是商人家中三個姊妹中最小的，她與她的兩個姊姊不同，因為不善於社交，所以很難去交到要好的朋友甚至是戀人，因此她選擇提早放棄結婚，16歲就進入到庫萊耶思家當任女僕，約10年後她被升格成為女僕長。自卡塔莉娜改變之後受到其善待以及溫柔，對卡塔莉娜非常的疼惜，擅長製作甜點，她的那種簡單樸實的味道是卡塔莉娜的最愛。後來與庫萊耶思家其中一名年青園丁結婚。

#### 阿斯喀特家
丹·阿斯喀特（Dan Ascart，聲：矢野正明）
阿斯喀特的當家。尼可與蘇菲雅的父親。作為王國的宰相並深得國王的信賴。外表與尼可相似的美男子。年輕時從別的貴族手上搶奪現在的妻子（宰相之位也是和妻子的父親談判後自己拼命得來的）。
菈迪亞·阿斯喀特（Radia Ascart，聲：紗倉紀子）
尼可與蘇菲雅的母親，丹的妻子。外表是一名金髮綠眼的美女。

#### 杭特家
莉莉雅·杭特（Lilia Hunt，聲：高田紗希衣）
杭特家的長女，瑪莉同父異母的姊姊。

#### 魔法省
蘇珊娜·蘭朵爾（Susanna Randall，聲：上坂堇）
蘭朵爾侯爵家的次女，母親是蘭朵爾侯爵的正室，第一王子傑弗利·史提亞德的未婚妻，被稱為「王國第一才女」。變裝的高手，擅長搜集情報、潛入、擾亂敵人後方，也相當善於談判、魔法。另一個身份是魔法省魔法道具研究室的室長萊娜·史密斯（Larna Smith），只有包括魔法省省長在內的極少數人知道她的真實身份。儘管工作能力極為優秀，但因為對感興趣的東西會不顧一切調查，常常翹班。把自己的假姓氏史密斯賦予原本沒有姓氏的空。
她所屬的魔法道具研究室是魔法省中有名的「怪人巢穴」，又因為身為室長的蘇珊娜隨意的態度容易樹敵並導致工作量暴增，雖然本人毫不以為意，但部下必須瘋狂加班。使其部門成為魔法省長年以來新人最不願意加入的部門之首。研究狂人，對魔法非常感興趣。擅長開發各式各樣的魔道具；對成為太子妃一事毫無興趣。與傑弗利互相知道對方的秘密。
十分討厭拋棄母親以及把自己當作政治籌碼的生父。
空·史密斯（Sola Smith，聲：鳥海浩輔、三瓶由布子〔幼年〕）
魔力屬性：火／暗。
《FORTUNE LOVER II》可攻略角色。原本是外國貧民窟出身的孤兒。過去是迪比特·梅森的暗之魔法的人體實驗品之一。當初以柏格家的管家路法斯·布洛德（Rufus Brode）的名義出場。曾經在迪比特·梅森的指使下綁架卡塔莉娜。因愛上卡塔莉娜導致計劃失敗而被捕。後來因並非綁架案主謀而獲得赦免，獲赦後加入了魔法省魔法道具研究室。
是個藍髮藍眼的大帥哥，深受年輕女性的歡迎。
賽拉斯·蘭徹斯特（Cyrus Lanchester，聲：前野智昭）
《FORTUNE LOVER II》可攻略角色。蘭徹斯特伯爵家次男。魔法·魔力研究室的室長。在魔法學院畢業後，為了賺取生活費而加入了魔法省。個性認真又頑固，因而與個性隨便的蘇珊娜關係惡劣。其實只是個空有貴族名號的鄉下人，因為長達15年沒有跟年輕女性相處，所以不擅長和女性講話。
喜愛務農，在魔法省很隱密的地方種田。
杜威·帕希（Dewey Percy，聲：山下大輝）
《FORTUNE LOVER II》可攻略角色。與瑪莉亞居住在同一街道的青年。由於家境貧窮，而在小時候已經打工。與瑪莉亞被分配到魔力、魔法研究室。
凱·安德森（Guy Anderson）
魔法道具研究室的職員。外表的一個長滿肌肉、身穿女裝的男性。自稱「蘿拉」。
其魔力與體力是全魔法省中屬頂尖級別。
內森·哈特（Nathan Hart）
魔法道具研究室的職員。存在感稀薄，而且缺乏方向感因而經常迷路。與之相反處理事務性工作十分優秀，能在一天之內處理需要數人耗時數日方能完成的善後工作。
麗莎·諾曼
魔法道具研究室的職員。與尼克斯是青梅竹馬。由於小時候發生意外導致喉嚨受傷而無法說話，因而會使用腹語術透過浣熊的布偶代替自己說話。
尼克斯·柯尼修
魔法道具研究室的職員。與麗莎是青梅竹馬。個性自戀，身穿自己改造過的制服。
蕾吉娜
魔力屬性：風。與蘇珊娜同期考入魔法省。表面身份為奧賽昂市「港口餐廳」的老闆。由於時常保持使用風魔法竊聽情報的緣故，因此在他人眼中顯得毫無幹勁。不擅長繪畫。由於煮出來的食物很難吃(自己倒是沒什麼感覺)，所以餐廳總是門可羅雀，要倒不倒的，導致市民都以為她是某個有錢人的情婦。

### 阿提涅爾王國
瑟札爾·達爾
《FORTUNE LOVER II》可攻略的隱藏角色。阿提涅爾王國的王子，現任國王同父異母的弟弟。母親原本是異國劇團的成員。
十五歲時，在哥哥的支持下與奶媽的小兒子尚一同離開王宮到異國闖蕩，成為了一名傭兵，轉戰各地。實力強悍，因他雙眼是金色，再加上他兇狠如狼，因此被譽為「金色之狼」。在二十五歲時，得知哥哥繼位後，便立刻回國。但回國後得知哥哥四周敵人甚多，為了報答照顧自己的哥哥，於是決定重拾王子身份從旁輔助哥哥。
作為阿提涅爾王國大使出使外國時，便在城堡巧遇卡塔莉娜。甚至有想過要不要帶卡塔莉娜回國當他的妻子，不過後來得知她是公爵家千金，同時也是第三王子的未婚妻，因而放棄。
尚
瑟札爾的好友，本身是阿提涅爾王國國王的乳母的小兒子。曾陪同一度放棄王子地位的瑟札爾到異國闖蕩。
亞爾諾
空生活在貧民窟時的夥伴。阿提涅爾王國出身。喜歡小孩，十分照顧包括空在內年紀較小的夥伴。
在奧賽昂港受僱於人販子集團，偶遇被魔法省派遣該地的空。後來背叛了人販子集團，幫助了空。在人販子集團成員被捕後，獲瑟札爾的邀請，負責照顧當地的孤兒。

### 其他
賽麗娜·柏格（Selena Berg，聲：小倉唯）
柏格公爵家之女，第二王子伊昂·史提亞德的未婚妻。個性懦弱。為了逼吉奧多放棄爭奪王位，在迪比特·梅森的暗中操控下指使空綁架卡塔莉娜。
莎拉（聲：悠木碧）
魔力屬性：暗。
暗之魔法使，原本是迪克家族的暗之魔法的人體實驗品之一。綁架基斯的主謀。其創造的暗之使魔被卡塔莉娜奪去後，對卡塔莉娜產生了興趣。
迪比特·梅森
第一王子傑弗利派系的貴族，綁架卡塔莉娜的幕後主腦。事發後遭到肅清。
托馬斯·柯爾曼（聲：宮下榮治、大本なな子〔幼年〕）
基斯同父異母的哥哥。十分妒忌異母弟基斯。個性狂妄自大，在社交界多次與其他貴族衝突，而被父親剝奪繼承權。在莎拉的指使下綁架基斯，之後被魔法省逮捕。最後被莎拉榨取了大量生命力而死。
芙蕾伊·蘭朵爾（Frey Randall，聲：潘惠美）
比卡塔莉娜小一歲的學生組織成員之一。蘭朵爾侯爵與情婦所生之女，蘇珊娜同父異母的妹妹，與姐姐蘇珊娜是蘭朵爾侯爵唯二擁有魔力的子女。在動畫中與尼可相親，但實際上卻沒有結婚的打算，夢想是到魔法省工作。小說版於第五卷有尼可相親的劇情，雖未點出相親少女的姓名，但其言行和大致動畫版相同。

金嘉·塔卡 （ ジンジャー・タッカ ，聲： 高尾奏音）

## 用語
FORTUNE LOVER
卡塔莉娜前世所遊玩的乙女向文字冒險遊戲，以主人公－－瑪麗亞・坎貝爾攻略各個美少年為主的故事，亦為本作最主要的劇情架構。其故事圍繞「序章・入學」篇至「終章・畢業典禮篇」展開。
FORTUNE LOVER II
FORTUNE LOVER的續集，仍然以瑪麗亞・坎貝爾為主角。舞台由前作的校園轉移到魔法省。新增了三個可攻略和兩名隱藏角色。
魔法學院
學習魔法的學校，類似於現實世界中的高中。標榜實力至上主義，因此不論身分只要有魔法的才華皆可入學。
暗之魔法
不同於五大魔法由天生來決定，暗之魔法是由後天獲得，主要是以犧牲一個人的性命為代價獲得的魔法，但也可與暗之魔法持有者產生共鳴獲得。一般而言，暗之魔法無法自行補充，需要透過奪取他人生命力補充魔力；而卡塔莉娜則是例外，卡塔莉娜是目前唯一能自行補充魔力的暗之魔法持有者。

## 出版書籍

### 小說
本篇
2014年8月於「成為小說家吧」開始網路連載，2015年8月由一迅社發行單行本第1冊。繁體中文版本由青文出版社發行。
| 冊數 | 一迅社         | 一迅社                                                  | 青文出版社     | 青文出版社                                              |
| 冊數 | 發售日期       | ISBN                                                    | 發售日期       | ISBN / EAN                                              |
| ---- | -------------- | ------------------------------------------------------- | -------------- | ------------------------------------------------------- |
| 1    | 2015年8月20日  | ISBN 978-4-7580-4753-1                                  | 2019年10月9日  | ISBN 978-986-512-068-9 EAN 471-8016-03695-6（限定版）   |
| 2    | 2015年9月19日  | ISBN 978-4-7580-4756-2                                  | 2020年1月30日  | ISBN 978-986-512-152-5 EAN 471-8016-03723-6（限定版）   |
| 3    | 2016年2月20日  | ISBN 978-4-7580-4800-2                                  | 2020年2月17日  | ISBN 978-986-512-228-7 EAN 471-8016-03754-0（限定版）   |
| 4    | 2016年7月20日  | ISBN 978-4-7580-4838-5                                  | 2020年4月16日  | ISBN 978-986-512-326-0 EAN 471-8016-03775-5（限定版）   |
| 5    | 2017年5月20日  | ISBN 978-4-7580-4950-4                                  | 2020年7月30日  | ISBN 978-986-512-430-4 EAN 471-8016-03798-4（限定版）   |
| 6    | 2018年3月20日  | ISBN 978-4-7580-9045-2                                  | 2020年8月20日  | ISBN 978-986-512-472-4 EAN 471-8016-03810-3（限定版）   |
| 7    | 2018年10月20日 | ISBN 978-4-7580-9113-8 ISBN 978-4-7580-9114-5（特裝版） | 2021年2月4日   | ISBN 978-986-512-736-7 ISBN 978-986-512-898-2（限定版） |
| 8    | 2019年7月20日  | ISBN 978-4-7580-9189-3                                  | 2021年3月11日  | ISBN 978-986-512-837-1 ISBN 978-986-512-883-8（限定版） |
| 9    | 2020年4月20日  | ISBN 978-4-7580-9261-6 ISBN 978-4-7580-9262-3（特裝版） | 2021年8月2日   | ISBN 978-626-303-267-5 ISBN 978-626-303-268-2（限定版） |
| 10   | 2021年2月20日  | ISBN 978-4-7580-9339-2                                  | 2021年12月30日 | ISBN 978-626-303-721-2 ISBN 978-626-303-722-9（限定版） |
| 11   | 2021年8月20日  | ISBN 978-4-7580-9390-3 ISBN 978-4-7580-9391-0（特裝版） | 2022年10月3日  | ISBN 978-626-340-283-6（限定版）                        |
| 12   | 2022年10月20日 | ISBN 978-4-7580-9499-3                                  | 2023年8月10日  | ISBN 978-626-340-910-1（限定版）                        |
| 13   | 2024年6月9日   | ISBN 978-4-7580-9582-2                                  | 2024年11月28日 | ISBN 978-626-383-517-7 ISBN 978-626-383-520-7（限定版） |
| 14   | 2024年8月20日  | ISBN 978-4-7580-9668-3                                  |                |                                                         |
| 15   | 2025年7月18日  | ISBN 978-4-7580-9743-7                                  |                |                                                         |

劇場版
| 冊數 | 一迅社         | 一迅社                                                  | 青文出版社   | 青文出版社             |
| 冊數 | 發售日期       | ISBN                                                    | 發售日期     | ISBN                   |
| ---- | -------------- | ------------------------------------------------------- | ------------ | ---------------------- |
| 全   | 2023年11月20日 | ISBN 978-4-7580-9597-6 ISBN 978-4-7580-9598-3（特裝版） | 2025年2月5日 | ISBN 978-626-422-089-7 |

### 漫畫
本篇
2017年改編為漫畫在雜誌《Comic ZERO-SUM》上連載，負責作畫者同是小說的插畫家ひだかなみ。
| 冊數 | 一迅社         | 一迅社                                                  | 青文出版社     | 青文出版社                                              |
| 冊數 | 發售日期       | ISBN                                                    | 發售日期       | ISBN / EAN                                              |
| ---- | -------------- | ------------------------------------------------------- | -------------- | ------------------------------------------------------- |
| 1    | 2018年3月24日  | ISBN 978-4-7580-3338-1                                  | 2019年11月21日 | ISBN 978-986-512-139-6 EAN 471-8016-03699-4（特別版）   |
| 2    | 2018年10月25日 | ISBN 978-4-7580-3394-7                                  | 2020年1月30日  | ISBN 978-986-512-215-7 EAN 471-8016-03719-9（特別版）   |
| 3    | 2019年4月25日  | ISBN 978-4-7580-3429-6 ISBN 978-4-7580-3430-2（特装版） | 2020年3月9日   | ISBN 978-986-512-286-7 EAN 471-8016-03764-9（特別版）   |
| 4    | 2019年10月25日 | ISBN 978-4-7580-3464-7                                  | 2020年8月17日  | ISBN 978-986-512-439-7 EAN 471-8016-03806-6（特別版）   |
| 5    | 2020年5月25日  | ISBN 978-4-7580-3513-2 ISBN 978-4-7580-3514-9（特装版） | 2021年1月11日  | ISBN 978-986-512-609-4 ISBN 978-986-512-887-6（特別版） |
| 6    | 2021年1月25日  | ISBN 978-4-7580-3576-7                                  | 2022年6月9日   | ISBN 978-626-322-329-5 ISBN 978-626-322-330-1（特別版） |
| 7    | 2021年9月30日  | ISBN 978-4-7580-3653-5 ISBN 978-4-7580-3654-2（特装版） | 2022年12月19日 | ISBN 978-626-322-831-3 ISBN 978-626-322-832-0（特別版） |
| 8    | 2022年9月30日  | ISBN 978-4-7580-3792-1                                  | 2023年8月14日  | ISBN 978-626-340-928-6 ISBN 978-626-340-929-3（特別版） |
| 9    | 2023年6月30日  | ISBN 978-4-7580-3903-1                                  | 2024年7月10日  | ISBN 978-626-383-352-4 ISBN 978-626-383-353-1（特別版） |
| 10   | 2024年3月29日  | ISBN 978-4-7580-8484-0                                  |                |                                                         |
| 11   | 2024年12月26日 | ISBN 978-4-7580-8632-5                                  |                |                                                         |

走頭無路！瀕臨毀滅篇
2019年11月另外推出《轉生成女性向遊戲只有毀滅END的壞人大小姐 走頭無路！瀕臨毀滅篇（絶体絶命！破滅寸前編）》漫畫，描述主角卡塔莉娜於距遊戲結局一年前才記起前世回憶的情況，於網站ゼロサムオンライン上連載，作畫者為nishi。單行本全3冊。
| 冊數 | 一迅社        | 一迅社                 | 青文出版社    | 青文出版社             |
| 冊數 | 發售日期      | ISBN                   | 發售日期      | ISBN                   |
| ---- | ------------- | ---------------------- | ------------- | ---------------------- |
| 1    | 2020年5月25日 | ISBN 978-4-7580-3515-6 | 2021年11月1日 | ISBN 978-9-8651-2907-1 |
| 2    | 2021年1月25日 | ISBN 978-4-7580-3577-4 | 2023年2月8日  | ISBN 978-626-322-765-1 |
| 3    | 2021年7月30日 | ISBN 978-4-7580-3632-0 | 2023年4月20日 | ISBN 978-626-340-618-6 |

## 迴響
本作改編漫畫於下一部漫畫大獎2019紙本漫畫部門獲得第4位。在2024「BookLive!讀者票選」的「讀者票選推薦最佳100部異世界漫畫」的排行榜中，位居少女漫畫·女性漫畫的第5名。
截至2019年10月，系列發行量超過150萬本。2021年3月，系列發行量超過400萬本。同年7月，系列發行量超過500萬本。
小說第9卷普通版和特裝版發行首星期分別以7,218本和6,673本的銷量於Oricon公信榜輕小說週榜上獲得第4位和第6位。第11卷普通版和特裝版發行首星期分別以4,696本和6,580本的銷量於同榜單上獲得第6位和第5位。

## 電視動畫
動畫制作公司是SILVER LINK.，第一期於2020年4月4日播出，並於6月21日完結。在完結當日宣布製作第2期，於2021年7月3日播出。

### 製作人員
- 原作：山口悟
- 人物原案：ひだかなみ
- 監督：井上圭介
- 系列構成：清水恵
- 人物設計、總作畫監督：大島美和
- 道具設計：澤入祐樹（第1期）、松永辰（第2期）
- 美術監督：込山明日香
- 色彩設計：重富英里
- 3D監督：小笠原努（第1期）、栗林裕紀（第2期）
- 攝影監督：衛藤英毅
- 編集：瀧川三智
- 音響監督：龜山俊樹
- 音樂：田渕夏海、中村巴奈重、齋木達彥、櫻井美希、兼松衆、中嶋純子（第2期）、青木沙也果（第2期）、佐久間奏（第2期）
- 音樂製作人：水田大介
- 音樂製作：日音
- 音樂協力：Myrica Music、日音
- 製作人：西啟、青井宏之、神宮司剛史、諏訪豐
- 動畫製作人：金子逸人
- 動畫製作：SILVER LINK.
- 製作：製作委員會（第1期）、X製作委員會・每日放送（第2期）

### 主題曲
第1期
片頭曲「少女之路才不只一個！（乙女のルートはひとつじゃない！）」
作詞：atsuko，作曲：atsuko & KATSU，編曲：KATSU，主唱：angela
同時作為第12話為片尾曲使用。
片尾曲「BAD END」（第1－11話）
作詞：荘野ジュリ，作曲：鈴木エレカ & DJ first，編曲：DJ first，主唱：蒼井翔太
插入曲（第11話）
作詞：atsuko，作曲：atsuko & KATSU，編曲：KATSU，主唱：angela
第2期
片頭曲
作詞：atsuko，作曲：atsuko & KATSU，編曲：KATSU，主唱：angela
片尾曲「give me ♡ me」
作詞：leonn，作曲：日比野裕史，編曲：日比野裕史、渡邊徹，主唱：蒼井翔太
插入曲（第11話）
作詞：atsuko，作曲：atsuko & KATSU，編曲：KATSU，主唱：angela

### 各話列表
| 話數   | 日文標題 | 中文標題                                       | 劇本     | 分鏡       | 演出       | 作畫監督 | 改编原作小说               |
| 第1期  | 第1期    | 第1期                                          | 第1期    | 第1期      | 第1期      | 第1期 | 第1期                      |
| ------ | -------- | ---------------------------------------------- | -------- | ---------- | ---------- | --- | -------------------------- |
| 第1話  |          | 回想起前世的記憶了…                            | 清水惠   | 井上圭介   | 井上圭介   | 澤入祐樹、佐藤香織 大槻南雄、若山政志                                                                                                   | 第一卷                     |
| 第2話  |          | 被王子找上門挑戰了…                            | 清水惠   | 湊未來     | 小柴純彌   | 澤入祐樹、佐藤香織 大槻南雄、宮島彩 富田佳亨、南伸一郎 DR MOVIE、Lim ji-hyun Kim Yoo-sun、Kim Seong-il Park Ae-lee、Hong Yu-mi 森本靖泰 | 第一卷                     |
| 第3話  |          | 和外貌俊美的兄妹相遇了…                        | 笹野惠   | 澤井幸次   | 大内大和   | 金浩宇、服部憲知 齋藤魁、若山政志 大槻南雄、森木靖泰                                                                                    | 第一卷                     |
| 第4話  |          | 進入魔法學園就讀了…                            | 清水惠   | 二瓶勇一   | 井上圭介   | 澤入祐樹、佐藤香織 大槻南雄、藤田亞耶乃 安藤香春、森本靖泰                                                                              | 第二卷                     |
| 第5話  |          | 來主角的家中做客了…                            | 清水惠   | 澤井幸次   | 門田英彦   | 若山政志、井本由紀 竹森由加 | 第二卷                     |
| 第6話  |          | 因為放暑假所以盡情玩個痛快了…                  | 清水惠   | 小寺勝之   | 小柴純彌   | 澤入祐樹、佐藤香織 大槻南雄、吉田肇 島田英明、服部憲知 正木優太                                                                         | 第二卷                     |
| 第7話  |          | 進入危險的地城中了…                            | 清水惠   | 澤井幸次   | 大內大和   | 孫偉、朱擁軍 、TAP | 動畫原創                   |
| 第8話  |          | 被欲望纏身了…                                  | 笹野惠   | 相澤伽月   | 板庇迪     | 澤入祐樹、井本由紀 大槻南雄、山本恭平                                                                                                   | 動畫原創 第五卷部分        |
| 第9話  |          | 在睡衣派對上玩得好起勁…                        | 笹野惠   | 二瓶勇一   | 門田英彦   | 澤入祐樹、佐藤香織 竹森由加、若山政志 藤田亞耶乃、富田佳亨 服部憲知、大槻南雄                                                           | 動畫原創 番外篇 第二卷部分 |
| 第10話 |          | 毀滅的時刻來臨了…前篇                          | 笹野惠   | 澤井幸次   | 一夢庵齋   | 吉川佳織、小幡公春 | 第二卷                     |
| 第11話 |          | 毀滅的時刻來臨了…後篇                          | 清水惠   | 井上圭介   | 井上圭介   | 井本由紀、竹森由加 澤入祐樹、大槻南雄                                                                                                   | 第二卷                     |
| 第12話 |          | 最終事件到來了…                                | 清水惠   | 湊未來     | 相澤伽月   | 遠藤大輔、近藤律子 | 第二卷                     |
| 第2期  |          |                                                |          |            |            | |                            |
| 第1話  |          | 因為迴避了毀滅結局 所以在文化祭上興奮地不得了… | 清水惠   | 井上圭介   | 井上圭介   | 大槻南雄、山吉一幸 松永辰、松田萌、金元會                                                                                               | 第三卷 動畫原創            |
| 第2話  |          | 變成壞人角色了…                                | 笹野惠   | 西田正義   | 小柴純彌   | 若山政志、本田創一 松田萌、島袋智和 大槻南雄、木村拓馬 上田彩朔、金元會                                                                 | 第三卷 動畫原創            |
| 第3話  |          | 成為被囚之身了…                                | 清水恵   | 相澤伽月   | 熊野千尋   | 榊原智次、飯飼一幸、劉云留 | 第三卷 動畫原創            |
| 第4話  |          | 和性感管家一起和樂融融地喝茶了…                | 井上圭介 | 井上圭介   | 井上圭介   | 大槻南雄、宮島彩 上田彩朔、木村拓馬 松永辰、三船智帆 武志鵬、金元會 渡邊一平太                                                          | 第三卷 動畫原創            |
| 第5話  |          | 對弟弟們的愛滿溢於表了…                        | 清水惠   | 澤井幸次   | 板庇迪     | 大槻南雄、片山敬介 本田創一、石田誠也 金元會、武志鵬、松浦里美 垣内彩子、Revival                                                        | 第三卷 動畫原創            |
| 第6話  |          | 展開一段夏日冒險了…                            | 清水惠   | 西田正義   | 尾上皓紀   | 若山政志、片山敬介 大槻南雄、富田佳亨 河口千恵、上田彩朔、王敏                                                                          | 動畫原創                   |
| 第7話  |          | 願望實現了…                                    | 笹野惠   | 湊未來     | 曾根利幸   | 崎山知明、中澤勇一 STUDIO MASSKET | 第五卷部分                 |
| 第8話  |          | 和人相親了…                                    | 笹野惠   | 戶澤俊太郎 | 戶澤俊太郎 | 服部憲知、松田萌 上田彩朔、木村拓馬 小幡公春、井本由紀 高橋美香、德田夢之介                                                             | 第五卷部分                 |
| 第9話  |          | 基斯失蹤了…前篇                                | 清水惠   | 澤井幸次   | 小野田雄亮 | 服部益實 | 第四卷                     |
| 第10話 |          | 基斯失蹤了…中篇                                | 笹野惠   | 二瓶勇一   | 熊野千尋   | 榊原智次、市川敬三 | 第四卷                     |
| 第11話 |          | 基斯失蹤了…後篇                                | 清水惠   | 井上圭介   | 井上圭介   | 井本由紀、大槻南雄 西道拓哉、藤岡三德 武志鵬、松浦里美、三船智帆                                                                        | 第四卷                     |
| 第12話 |          | 畢業典禮到來了…                                | 清水惠   | 湊未來     | 小柴純彌   | 河口千恵、片山敬介 竹森由加、若山政志                                                                                                   | 第六卷部分                 |

### 藍光版
| 卷數  | 發行日期      | 收錄話數      | 規格編號    |
| 第1期 | 第1期         | 第1期         | 第1期       |
| ----- | ------------- | ------------- | ----------- |
| 1     | 2020年5月27日 | 第1話~第3話   | KIZX-410/1  |
| 2     | 2020年6月24日 | 第4話~第6話   | KIZX-412/3  |
| 3     | 2020年7月22日 | 第7話~第9話   | KIZX-414/5  |
| 4     | 2020年8月26日 | 第10話~第12話 | KIZX-416/7  |
| 第2期 |               |               |             |
| 1     | 2021年9月1日  | 第1話~第3話   | KIZX-473/4  |
| 2     | 2021年10月6日 | 第4話~第6話   | KIZX-475/6  |
| 3     | 2021年11月3日 | 第7話~第9話   | KIZX-477/8  |
| 4     | 2021年12月1日 | 第10話~第12話 | KIZX-479/80 |

### 播放單位
| 播放期間              | 播放時間（UTC+9）       | 播放電視台  | 播放地區   | 備註                                        |
| --------------------- | ----------------------- | ----------- | ---------- | ------------------------------------------- |
| 2020年4月5日－6月21日 | 星期日 1時30分－2時00分 | TOKYO MX    | 東京都     |                                             |
|                       |                         | BS11        | 日本全國   | BS放送／『ANIME+』時段                      |
|                       | 星期日 3時08分－3時38分 | 每日放送    | 近畿廣域圈 | 製作參加／字幕放送／『アニメシャワー』第3部 |
| 2020年4月6日－6月22日 | 星期一 0時00分－0時30分 | AT-X        | 日本全域   | CS放送／字幕放送／有重播                    |
| 2020年4月7日－6月23日 | 星期二 2時00分－2時30分 | J:COM電視台 | 日本國内   | CATV／『アニおび』時段                      |

| 播放期間              | 播放時間（UTC+9）        | 播放電視台                           | 播放地區 | 備註                                 |
| --------------------- | ------------------------ | ------------------------------------ | -------- | ------------------------------------ |
| 2021年7月3日－9月18日 | 星期六 1時25分－1時55分  | 每日放送（製作局） 包括TBS系列全28局 | 日本國内 | 連動資料放送／『Super Animeism』時段 |
| 2021年7月4日－9月19日 | 星期日 23時30分－0時00分 | AT-X                                 | 日本全國 | CS放送／有重播                       |
| 2021年7月9日－9月24日 | 星期五 23時30分－0時00分 | BS朝日                               | 日本全國 | BS/BS4K放送／『アニメA』時段         |

## 遊戲
於2022年2月10日推出任天堂Switch遊戲《轉生成女性向遊戲只有毀滅END的壞人大小姐 ～掀起波瀾的海盜～（暫譯，原名：乙女ゲームの破滅フラグしかない悪役令嬢に転生してしまった… ～波乱を呼ぶ海賊～）》由Idea Factory旗下乙女遊戲品牌「Otomate」擔任企劃原案。
遊戲中的時間線設定於原遊戲《Fortune Lover》最終事件——二年級畢業典禮結束後，成功迴避毀滅END的卡塔莉娜順利迎來了春假。原本打算好好享受春假的卡塔莉娜因為家中諸多原因而與義弟基斯一起參加了他們索希艾王國與鄰國庫伊托王國(クイード王国)合作的新豪華客輪完工典禮，而這個典禮邀請了兩國的人們在船上享受一周的試航。並且除了他們倆，其他好友們也因為各種原因都上了船，最後學生會全體成員齊聚一堂(除了被魔法省監管的前學生會會長外)，一同享受這次的旅程。

## 外部連結
- 小說特設網站 （页面存档备份，存于） （日語）
- 電視動畫「轉生成女性向遊戲只有毀滅END的壞人大小姐」官網 （页面存档备份，存于）（日語）
- 電視動畫「轉生成女性向遊戲只有毀滅END的壞人大小姐」的X（前Twitter）（日語）
- YouTube上的電視動畫「轉生成女性向遊戲只有毀滅END的壞人大小姐」宣傳影片（日語）